# Košice IV
O Distrito de Košice IV (eslovaco: Okres Košice IV) é uma unidade administrativa da Eslováquia Oriental, situado na Košice (região), com 57.236 habitantes (em 2001) e uma superfície de 59 km².

## Demografia
| Ano:        | 1994   | 2004   | 2014   | 2024   |
| ----------- | ------ | ------ | ------ | ------ |
| Broj ljudi: | 60 781 | 56 634 | 59 729 | 55 825 |
| Razlika:    |        | -6,82% | +5,46% | -6,53% |

| Ano:               | 2023   | 2024   |
| ------------------ | ------ | ------ |
| Número de pessoas: | 56 143 | 55 825 |
| Diferença:         |        | -0,56% |

## Bairros
- Barca
- Juh
- Krásna
- Nad jazerom
- Šebastovce
- Vyšné Opátske